# Ствол
В ботаниката, ствол е стеблото и основната дървена ос на дървото. Той играе важна роля в идентифицирането на дърветата и може да се различава много от долната до горната си част, в зависимост от вида. Стволът е най-важната част на дървото за производството на дървесина.
Стволове имат както дървесните видове, така и някои растения без дървесина. При всички растения стволовете се удебеляват с течение на времето вследствие вторичен растеж. Стволовете могат да са уязвими към увреждания, включително и към слънчеви изгаряния.
Обикновено ствол, който е бил отсечен, се нарича дънер. Също така под дънер често се има предвид паднал и изкоренен ствол. Пън се нарича частта от ствола, останала в земята, след като дървото е паднало.

## Структура
Стволът е съставен от пет основни части: кора, вътрешна кора, камбий, беловина и сърцевина. Най-външният слой е кората, имаща защитна функция. Под него се намира вътрешната кора, която е съставена от флоем. Флоемът служи за транспортирането на хранителни вещества към различните части на растението. Следващият слой е камбият, представляващ много тънък слой еднородни клетки, които се разделят, за да възстановяват флоемните клетки отвън и ксилемните клетки отвътре. Следва беловината, изградена от ксилем. Тук се транспортира водата из дървото. Накрая, в центъра на ствола е сърцевината, съставена от стари ксилемни клетки, които са били запълнени със смола и минерали, за да не се развиват други организми в тях.